# Chiesa di Sant'Antonio Abate (Arco, Italia)
La chiesa di Sant'Antonio abate è una chiesa sussidiaria a Chiarano, frazione di Arco nella Valle del Sarca in Trentino. Fa parte della parrocchia di San Marcello e rientra nella zona pastorale di Riva e Ledro dell'arcidiocesi di Trento. Risale probabilmente al XV secolo.

## Storia

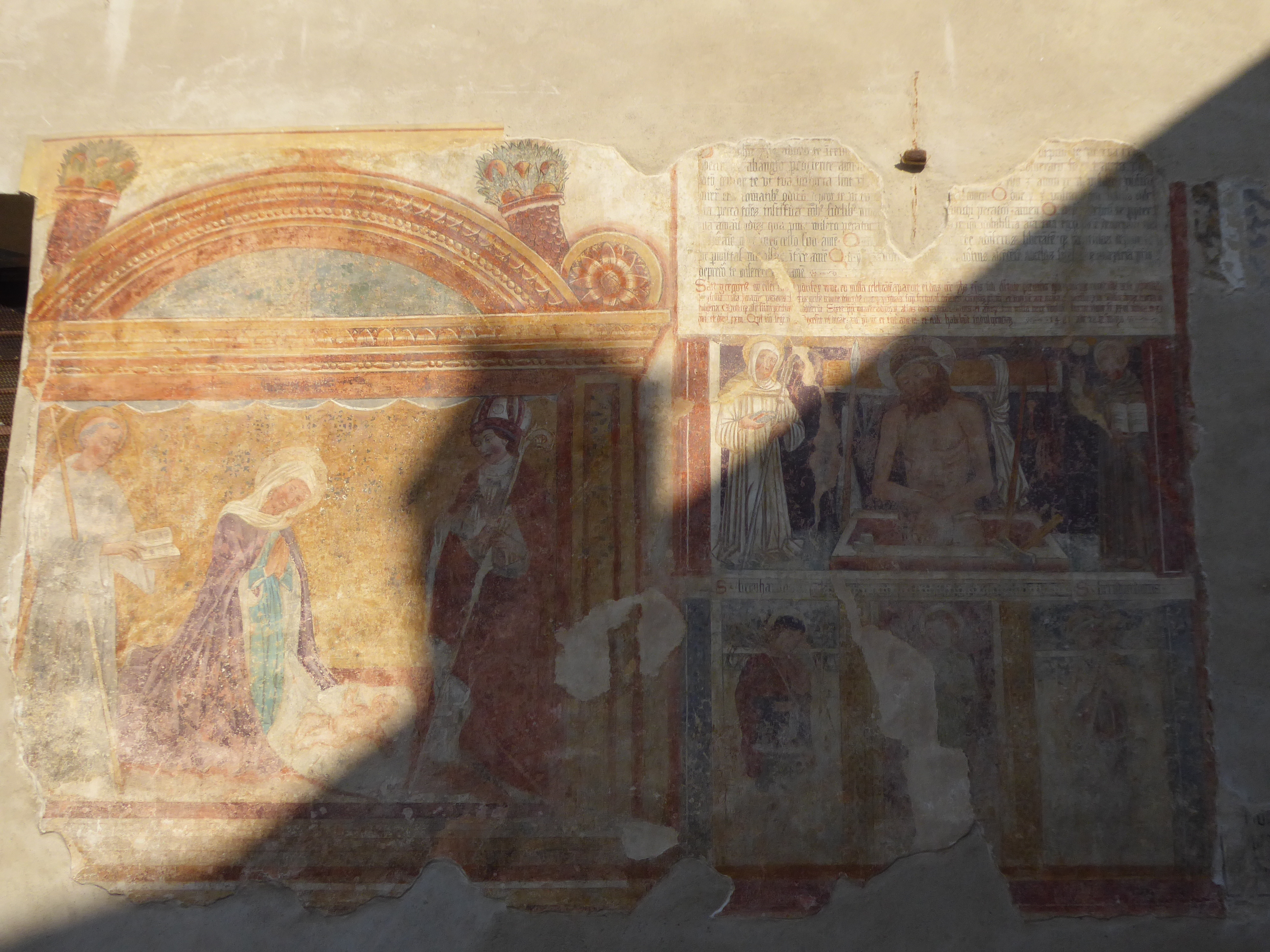
Parte degli affreschi sulla parete esterna

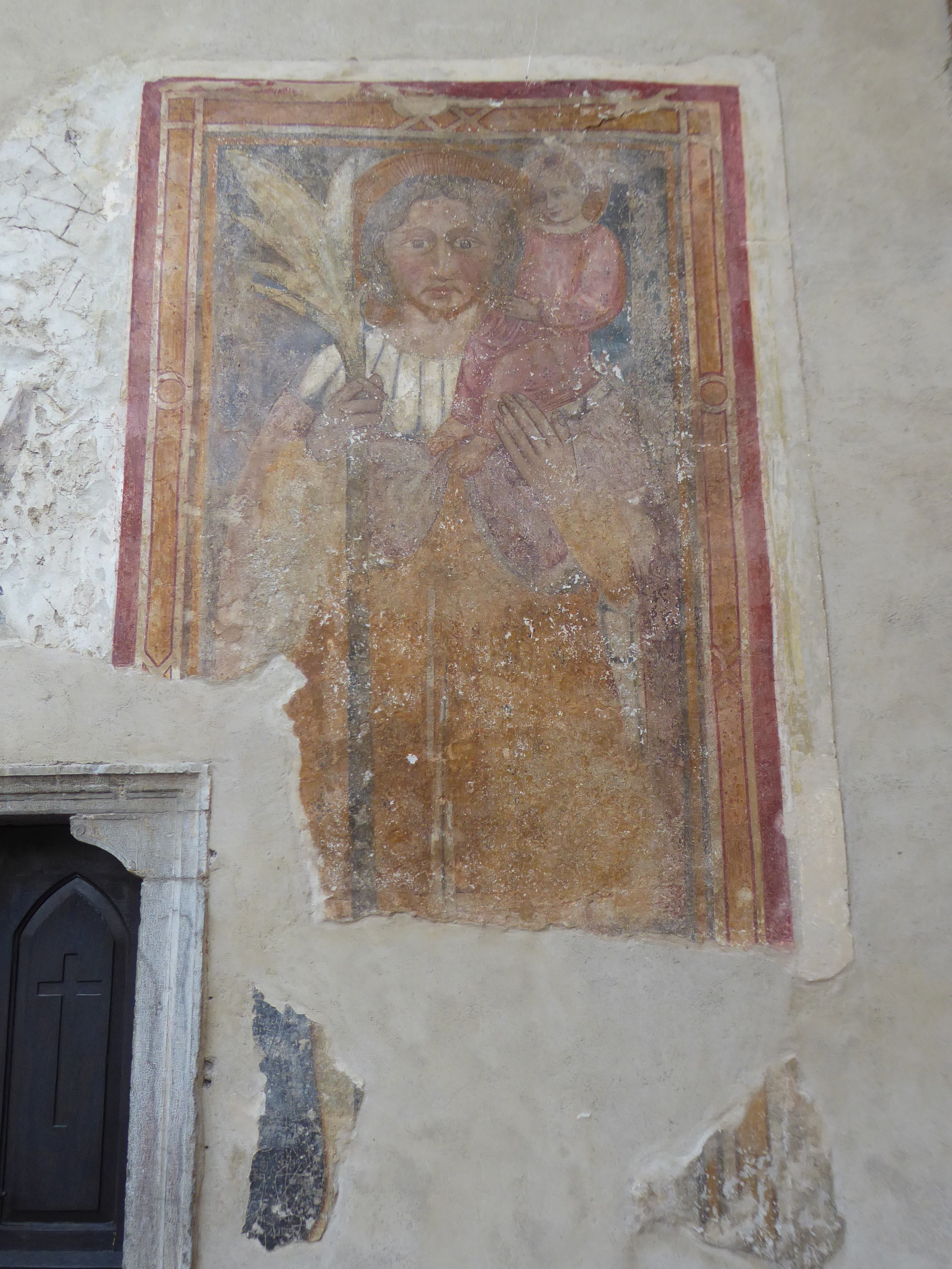
Affresco raffigurante San Cristoforo

La data dell'erezione della chiesa di Sant'Antonio Abate a Chiarano non è sicura anche se certamente si tratta di un edificio molto antico. La struttura che ci è pervenuta permette di risalire ad almeno due distinte fasi costruttive, entrambe di ampliamento di un nucleo preesistente che era limitato alla sola zona presbiteriale.
Poiché alcuni interventi come l'edificazione della sagrestia dietro al presbiterio e l'allungamento della sala sono riferibili al XVI secolo sembra verosimile che la chiesa sia stata fondata in epoca precedente.
L'affresco che ritrae la Madonna in adorazione del Bambino con San Bernardino da Siena che si trova sul lato sud è certamente del XVI secolo.
Un altro ciclo di affreschi presente sulla facciata meridionale con scene della vita e della passione di Cristo porta il riferimento preciso ad un anno, il 1481, che si può intendere come limite temporale, terminus ante quem, per l'edificio.
A cavallo del XVIII e del XIX secolo la chiesa venne profanata ed in seguito fu benedetta. Nel 1807 vi si tornarono a svolgere normali funzioni religiose.
Durante il primo conflitto mondiale, nel 1917, le forze militari austriache di stanza nel territorio di Arco eseguirono alcuni interventi di restauro.
Due cicli di restauri si sono realizzati negli anni 1981-1982 e poi nel 1987. Nel primo caso si è trattato di interventi strutturali relativi alla protezione dall'umidità e riguardanti la copertura del tetto, mentre nel secondo si è posta attenzione alle parti affrescate sia all'interno sia all'esterno dell'edificio (le pareti interne sono affrescate con storie della vita di Sant'Antonio).

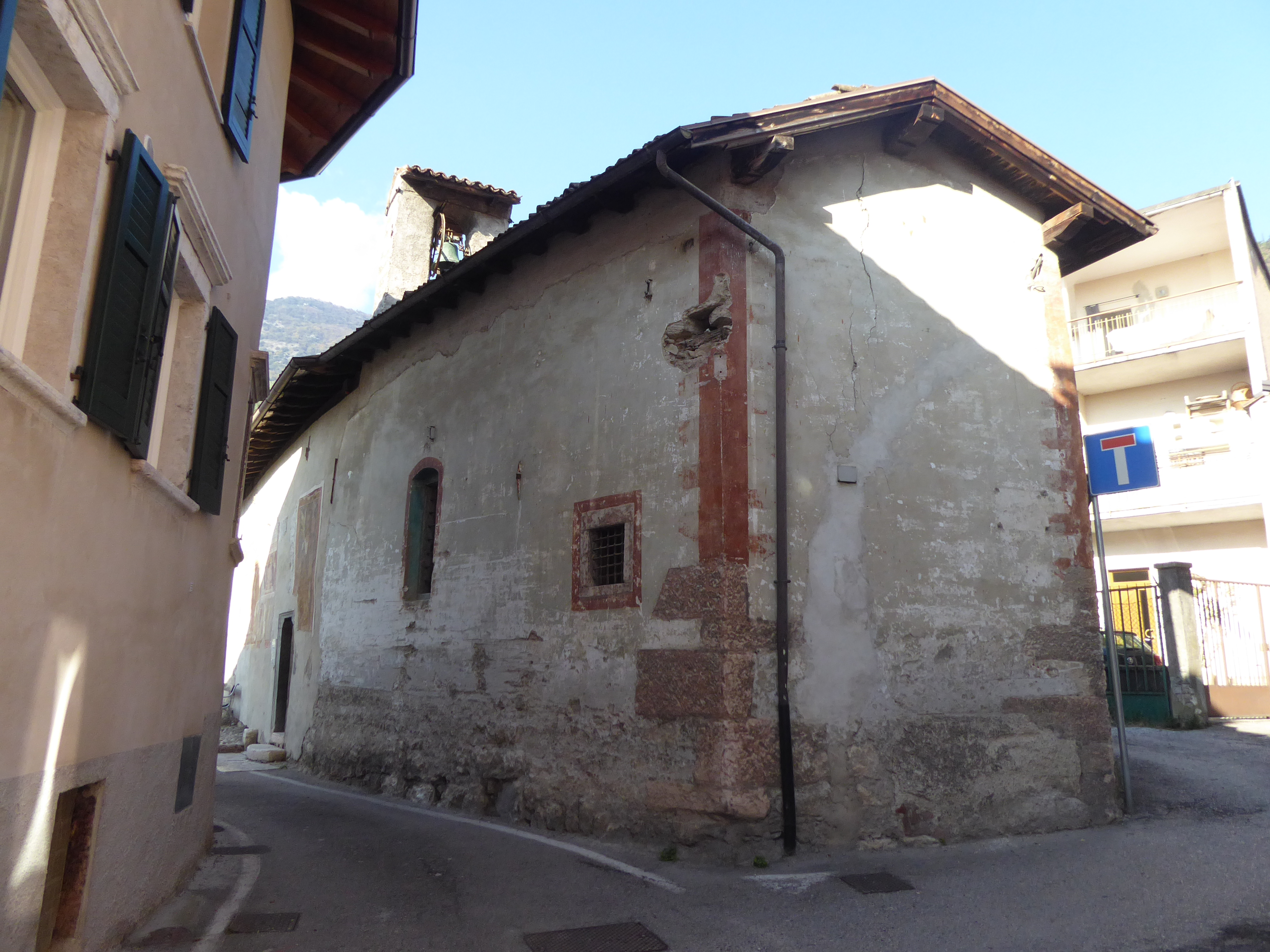
Parte absidale della chiesa

## Descrizione

### Esterni
La chiesa si trova nella parte settentrionale della piccola frazione di Chiarano e mostra tradizionale orientamento verso est. La facciata a capanna è semplice, con due spioventi e portale architravato che ai lati ha due piccole finestre rettangolari ed è sormontato in asse da un oculo. La facciata e la parete esterna di destra sono arricchite di affreschi di notevole interesse e che sono datati 28 marzo 1481. Gli affreschi di maggior pregio raffigurano Vergine e Sant'Agostino, San Cristoforo, Cristo nel sepolcro, i santi Bernardo e Bernardino e la Natività.

### Interni
La navata interna è unica ripartita in due campate. Anche sulle pareti interne sono presenti affreschi prima metà del XVI secolo e sull'altare maggiore viene conservata la pala lignea scolpita da artisti locali e risalente all'inizio del XVI secolo.